# Álvaro Peña Herrero
Álvaro Peña Herrero (Bilbao, Biscaia, 24 d'octubre de 1991) és un futbolista professional basc que juga com a migcampista al Racing de Ferrol.

## Carrera
Álvaro Peña va començar la seva carrera com a futbolista al planter de l'Athletic Club, el 2006. El 2009 va promocionar al CD Basconia, segon filial de l'Athletic. El 26 de juny de 2010 va obtenir el títol de campió de Copa del Rei Juvenil, contra el Reial Madrid, en imposar-se per 2-0. El jugador bilbaí va obrir el marcador al minut 15. Al maig de 2011 va ascendir al Bilbao Athletic, que es trobava a Segona B, on va romandre fins a 2013. El 28 de novembre de 2012 va arribar a debutar amb l'Athletic Club, a l'Europa League 2012-13, contra l'Hapoel Kiryat Shmona. A més, el 6 de desembre, va jugar un nou partit de l'Europa League davant l'Sparta de Praga a Sant Mamés.

### Lugo
El 3 de juliol de 2013 va fitxar pel CD Lugo de la Segona Divisió. El 17 d'agost va debutar contra el CD Numància. El 19 d'octubre de 2013 va marcar el seu primer gol, davant el Recreativo de Huelva. Durant les dues temporades que va disputar en el club gallec, hi va jugar 69 partits i va marcar 4 gols.

### Racing de Santander
L'any 2015 va fitxar pel Racing de Santander, que es trobava a Segona Divisió B. El 22 de desembre de 2016 va disputar el partit de tornada de Copa, que va suposar el seu primer partit al nou Estadi de Sant Mamés, on va caure per 3-0 davant l'Athletic Club. En dues temporades va disputar 79 partits i va marcar quatre gols. Amb el conjunt càntabre no va poder aconseguir l'ascens, malgrat que el club va disputar les dues promocions d'ascens, però van ser eliminats pel Cadis, el 2016, i pel FC Barcelona B, el 2017.

### Alcorcón
El 2017, després de quedar lliure, es va incorporar a l'AD Alcorcón. Amb l'Alcorcón va debutar en la primera jornada de la Segona Divisió contra el Real Sporting de Gijón.
El seu primer gol amb l'Alcorcón va arribar el 4 de setembre de 2017, en la quarta jornada. Amb aquest gol li va donar la victòria al seu equip enfront del Reial Saragossa (0-1) a La Romareda. Després, va aconseguir el seu segon gol en una derrota enfront del Granada Club de Futbol per 2-1. El 22 d'octubre de 2017 va realitzar un gran partit en marcar un gol (el seu tercer gol de la temporada) i en donar una assistència en la victòria de l'Alcorcón a domicili enfront del Club Gimnàstic de Tarragona, i el 9 de desembre de 2017 va aconseguir rescatar un punt per al seu equip davant la Societat Esportiva Osca (1-1). El 20 de maig va marcar el primer dels gols en una victòria per 4 a 0 davant el Rayo Vallecano, que va ajudar l'equip a acostar-se a l'objectiu de la permanència.

### Albacete Balompié i carrera posterior
El 17 de gener de 2019 es va fer oficial el seu traspàs a l'Albacete Balompié, que anava segon classificat en la Lliga 123. El 2 de setembre, va passar al CD Mirandés de la mateixa lliga cedit per a la temporada.
En tornar, Peña va ser titular habitual de l'Alba, en una temporada en què va patir el descens. El 21 de juliol de 2021, es va unir als nouvinguts de la segona divisió SD Amorebieta.
El 25 d'agost de 2022, Peña va signar un contracte d'un any (amb opció de pròrroga) amb l'Almere City FC a l'Eerste Divisie holandesa. Va assolir l'ascens a l'Eredivisie a la seva campanya de debut Eerste Divisie 2022–23 a través dels play-offs, la primera vegada que el club va tenir en els seus 22 anys d'història a la qual va contribuir amb cinc gols en 31 partits.
El 17 de juliol de 2024, Peña es va incorporar a l'FC Andorra amb un contracte d'un any amb opció de pròrroga.